# Romanée-Conti

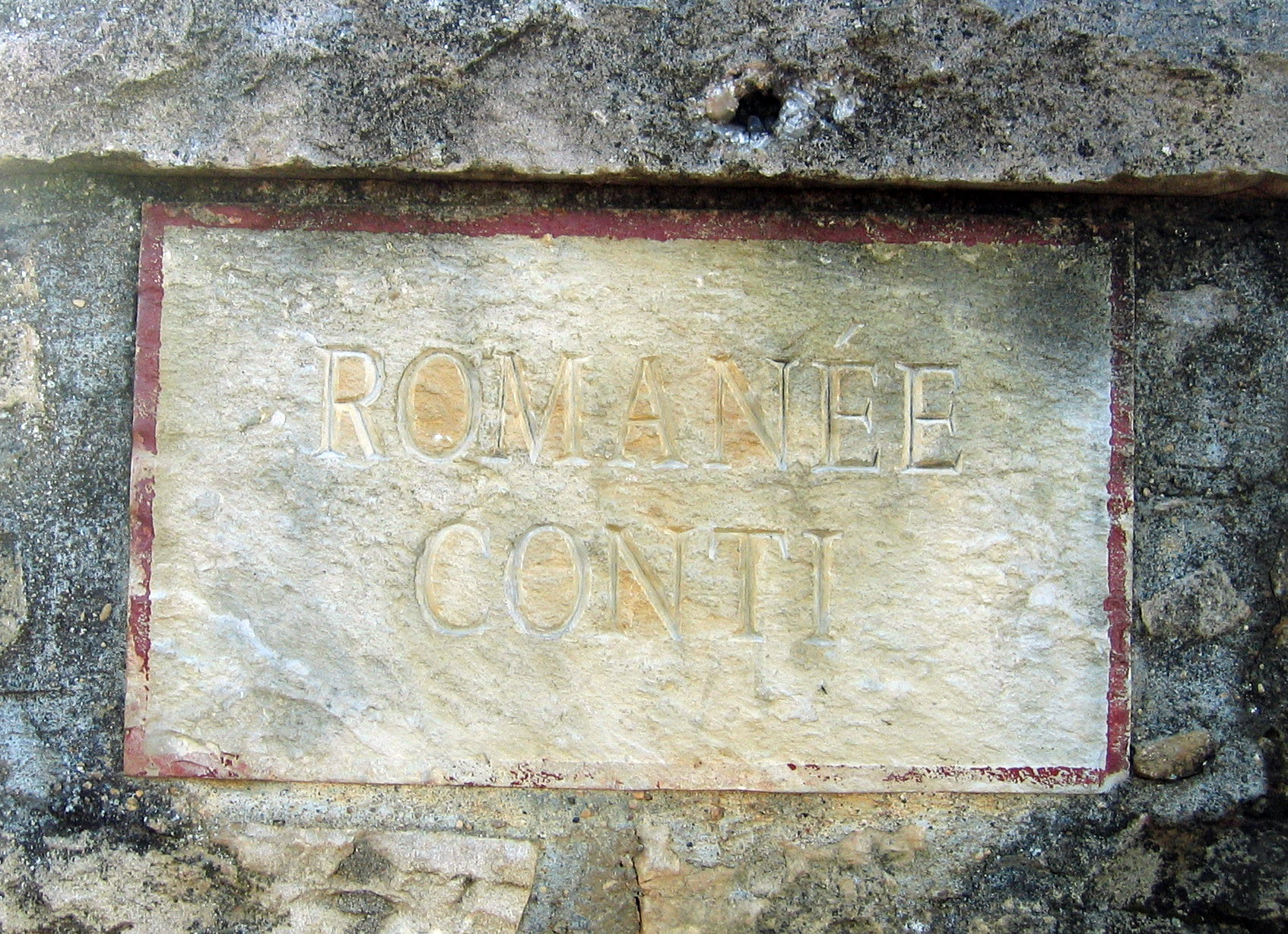
Inscriptie in de muur van de wijngaard Romanée Conti

La Romanée-Conti is een grand cru wijngaard, gelegen in het dorp Vosne-Romanée, dat tot de Côtes de Nuits (Bourgogne) behoort en waarnaar het beroemdste wijnhuis van de Bourgogne genoemd is. De wijn heeft grote smaakreserves en wordt beschreven als "een huwelijk van satijn en fluweel". Roald Dahl noemde het proeven van deze wijn "een orgasme op de tong". Het is een van de duurste wijnen ter wereld.
De wijngaard La Romanée-Conti is amper 2 hectare groot en een zogenaamd "monopole", dat wil zeggen dat alle grond binnen deze wijngaard in eigendom is van één (in dit geval gelijknamige) eigenaar. Hetzelfde geldt voor de nabijgelegen wijngaard La Tâche. La Romanée Conti behoort tot de beste wijngaarden van de Côte-d'Or, een van een handvol met daarin Chambertin, Clos-de-Bèze, La Romanée, La Tâche, Les Musigny en (voor wit) Le Montrachet.
Naast wijnen uit de gelijknamige wijngaard en La Tâche, maakt het domein wijnen van druiven uit wijngaarden waarvan de eigendom wordt gedeeld met andere domeinen (hetgeen zeer gebruikelijk is in de Bourgogne). Die andere wijngaarden zijn: Romanée-Saint-Vivant, Le Richebourg, Grands-Echezeaux, Echezeaux en Le Montrachet. Het domein bezit ook percelen in andere (top)wijngaarden, zoals in Chevalier Montrachet, maar de druiven uit die wijngaarden worden aan handelaren verkocht. Het kwaliteitsniveau is altijd hoog doordat er wordt gestreefd naar lage rendementen en optimale zorg voor zowel de wijngaard als voor de vinificatie. Net als op de meeste andere topdomeinen in de Bourgogne wordt er op het domein van La Romanée-Conti gewerkt op biologische wijze.

## Geschiedenis van de wijngaard
In 1232 schonk hertogin Adelheid van Bourgondië haar mooiste wijngaard aan het klooster van Saint-Vivant de Vergy. Het is de wijngaard Le Cloux de Saint-Vivant die zowel de huidige La Romanée-Conti als La Romanée-Saint-Vivant omvat. Vanaf ongeveer 1500 moesten ook kerkelijke instellingen belasting over hun bezittingen afdragen. In de aangifte van 1512 staat te lezen dat Le Cloux de Sainct Viven (sic) bestaat uit vier cloux (we noemen dit nu clos, ommuurde kavels): le Cloux des Neuf Journeaux, le Cloux du Moytan, le Cloux des Quatre Journeaux en le Cloux des Cinq Journeaux. En er is nog een kleiner stuk wijngaard dat door een pad gescheiden wordt van le Cloux des Cinq Journeaux.
Op 19 februari 1584 verkocht de prior van Saint-Vivant le Cloux des Cinq Journeaux en het kleine stuk wijngaard aan de andere kant van het pad aan Claude Cousin, de sergeant-général de Dijon. Formeel was er geen sprake van verkoop, maar van "eeuwigdurende erfpacht", hetgeen in de 16e eeuw een gebruikelijke transactie was omdat kerkelijke instellingen in die tijd door hun teruglopende macht noodgedwongen afstand moesten doen van hun bezittingen. In de tijd dat Cousin de wijngaard en het deel ernaast bezat, werden de twee delen onder één noemer gerekend, in die tijd: Le Cros des Cloux. De neef van Cousin, Germain Danon, erfde de wijngaard in 1603 en verkocht deze in 1621 aan Jacques Venot, burgemeester van Dijon. Op 28 augustus 1631 droeg deze het eigendom van de wijngaard over aan zijn dochter Jeanne Venot en haar echtgenoot Philippe de Croonembourg. De Croonembourg stierf in 1638 en zijn weduwe beheerde vanaf toen de wijngaard. In die periode werd de wijngaard hernoemd tot La Romanée.

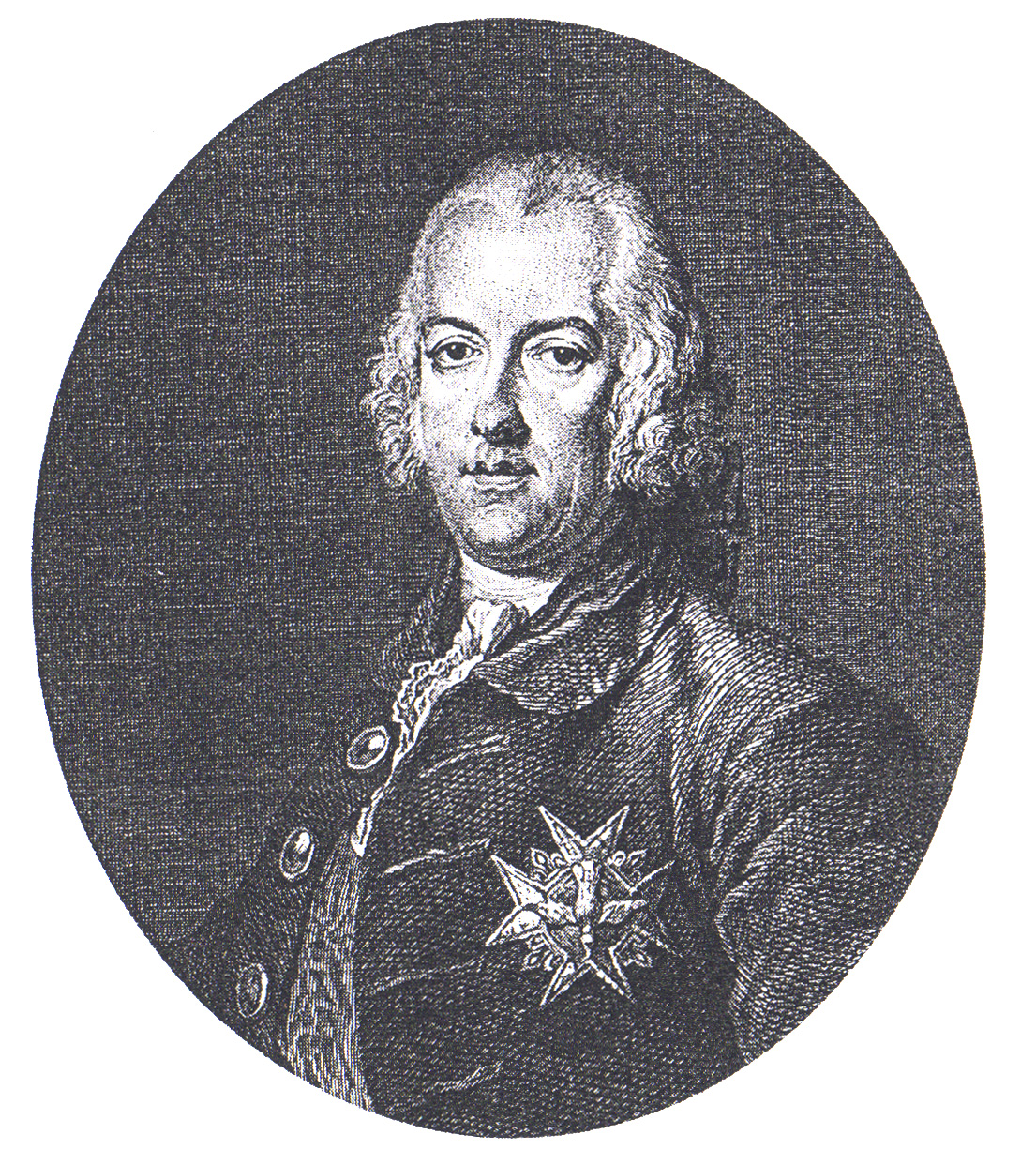
Louis-François de Bourbon, prins van Conti

In 1760 was André de Croonembourg, de achterkleinzoon van Philippe en Jeanne, door de schulden van zijn vader, gedwongen La Romanée te verkopen aan Lodewijk Frans I van Bourbon-Conti, een volle neef van koning Lodewijk XV. Sinds 1727 mocht hij zich prince de Conti noemen. Na een verbeten strijd tussen de prins en Madame de Pompadour (wat erop duidt dat de koning zelf de beslissing heeft genomen wie de wijngaard mocht kopen) werd de koop op 18 juli 1760 gesloten, de prijs voor de wijngaard is (inclusief steekpenningen) een ongekende 92.400 livres. Ter vergelijk: als de prijs per oppervlakte van de wijngaard wordt vergeleken met die van andere gerenommeerde crus in het beste deel van de Bourgogne, is de prijs van La Romanée ruim elf keer zo hoog!
De prins hield de volledige productie van deze wijngaard voor zichzelf en schonk deze op de feesten die hij iedere maandag in zijn paleis hield. Op een schilderij van Michel Bartélemy Ollivier getiteld "Souper du prince Louis-François de Bourbon Conti au palais du Temple" uit 1766 staat de prins afgebeeld met een fles La Romanée in zijn hand. Vanaf deze periode werd de wijngaard definitief La Romanée-Conti genoemd.
Tijdens de Franse Revolutie werd de wijngaard geconfisqueerd en op 24 december 1794 als nationaal goed per veiling verkocht aan Nicolas Defer. Zijn erfgenamen verkochten de wijngaard op 22 september 1819 aan Jules Ouvrard, die de wijngaard voor 12 jaar verpachtte aan de société Passier et Cie, oftewel de Compagnie des grands vins de Bourgogne. Toen deze pacht was afgelopen werd de wijngaard geveild en op 7 augustus 1869 verkocht aan Paul Guillemot, die deze slechts enkele maanden later doorverkocht aan Jacques-Marie Duvault-Blochet, een gerenommeerd wijnhandelaar. Deze man stond aan de basis van het huidige Domaine de La Romanée-Conti.

## Geschiedenis van het domein

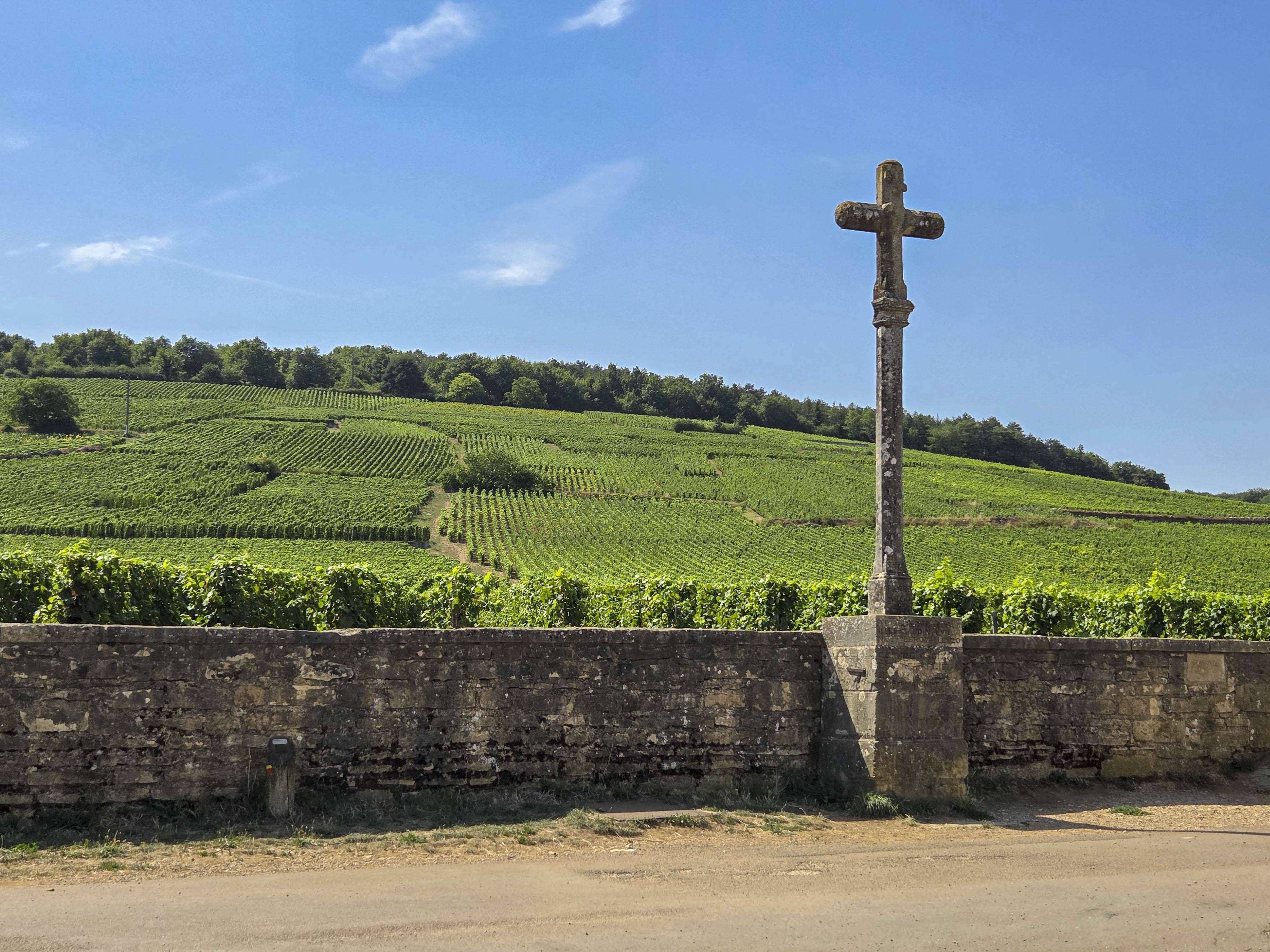
Bij iedere wijngaard van het domein Romanée-Conti staat een kruis als op deze foto

Jacques-Marie Duvault wordt geboren op de zestiende Brumaire 1789 en wordt in 1816 wijnhandelaar, gevestigd in Santenay. In 1817 trouwt hij met Gabrielle Sophie Blochet, de 15-jarige dochter van een wijnbouwer. Zoals gebruikelijk in de Bourgogne gaat hij daarna door het leven onder de dubbele naam Duvault-Blochet. In de jaren na zijn huwelijk koopt en ruilt hij (in een periode van neergaande economie) 133 hectare wijngaard van uitstekende kwaliteit, nu alle geklasseerd als premier en grand cru. In 1843 bouwt hij een omvangrijk keldercomplex onder zijn Château du Passetemps in Santenay. Na de Februari-revolutie van 1848 komt de wijnhandel vrijwel stil te liggen. Duvault-Blochet gokt en leent 10 miljoen francs om alle beschikbare wijn in de Bourgogne in te kopen en legt de wijn in de juist gereedgekomen kelders van zijn château. In december 1852 grijpt Louis Napoleon de macht, waarna Duvault-Blochet zijn voorraad met een mooie winst kan verkopen. Met het verworven kapitaal bouwt hij zijn domein verder uit tot 137 hectare wijngaard van steeds betere kwaliteit, nog altijd alle geklasseerd als premier en grand cru. Uiteraard is hij bijzonder geïnteresseerd als in 1869 La Romanée-Conti op de markt komt en slaagt hij er tegen het eind van dat jaar in de beroemdste wijngaard van de Bourgogne te kopen. Omdat zijn hoofdbezit in Santenay is gevestigd, worden de druiven vanaf de oogst van 1870 's nachts geplukt en direct daarna met paard en wagen vervoerd naar Château du Passetemps in Santenay. Duvault-Blochet overlijdt op 23 januari 1874.
Bij het verdelen van de erfenis tussen zijn dochters, Claudine-Constance Massin en Henriette Dupuis, blijft La Romanée-Conti ongedeeld. Ook wanneer Claudine-Constance Massin in 1833 sterft en het erfgoed moet worden verdeeld tussen haar drie dochters en Gabrielle Chambon het deel van La Romanée-Conti krijgt, wordt het al snel weer ongedeeld eigendom doordat zij haar deel in 1885 afstaat aan haar tante, in ruil voor percelen in Les Gaudichots, Richebourg, Échezeaux en andere wijngaarden. Als Henriette Dupuis in 1887 sterft, heeft zij geen directe erfgenamen, zodat haar nalatenschap toekomt aan haar zuster en drie nichtjes. Daarmee wordt Gabrielle Chambon andermaal eigenaresse van de helft van La Romanée-Conti en is haar zuster Cécile Guyot eigenaresse van de andere helft. Direct hierna schenkt Cécile Guyot haar deel van de wijngaard aan haar drie zonen, die hun belang op 23 oktober 1912 verkopen aan hun neef en nicht Jacques Chambon en Marie-Dominique Gaudin de Villaine, geboren Chambon, beide kinderen van Gabrielle Chambon. Hiermee is de wijngaard weer ongedeeld eigendom binnen één familietak.
In 1911 wordt Edmond Gaudin de Villaine benoemd tot beheerder van het wijngoed en worden er gebouwen gekocht in Vosne-Romanée. Vinificatie vindt vanaf dan plaats in Vosne-Romanée en niet meer in Santenay. Edmond Gaudin de Villaine deponeert dan ook de naam Domaine de la Romanée-Conti en stelt met zijn zwager Jacques Chambon orde op zaken en stippelt een nieuwe koers uit voor het bedrijf. Dat was niet eenvoudig, want de voorgaande en komende jaren kenden vele uitdagingen: de phylloxeraramp, de oorlog van 1870-1871, de Eerste Wereldoorlog, de Grote Depressie en de Tweede Wereldoorlog. In die periode was het domein vaak niet winstgevend en werd geld geïnvesteerd van de opbrengst van de streek Moulin, waar de familie omvangrijk agrarisch bezit heeft. Ondanks deze tegenslagen koopt Edmond Gaudin de Villaine op 31 augustus 1933 de gerenommeerde wijngaard La Tâche van de familie Liger-Belair, die gedwongen zijn de wijngaard te verkopen vanwege de economische depressie en erfeniskwesties. Het Domaine de la Romanée-Conti bezat al de aan La Tâche grenzende wijngaard Les Gaudichots; de wijn uit die wijngaard werd al vaak La Tâche genoemd en vanaf 11 september 1936 worden deze wijngaarden samengevoegd tot La Tâche.
In het interbellum is de stand van zaken in de wijnhandel bijzonder slecht. Om deze reden besluit Jacques Chambon zijn deel van het Domaine te verkopen. Zijn deel komt in handen van Henri Leroy, handelaar in versterkte wijnen en bevriend met Jacques Chambon. Na overeenstemming over de prijs wordt het Domaine omgezet naar een société civile en op 31 juli 1942 wordt Henri Leroy eigenaar van 50% van Domaine de la Romanée-Conti. Henri Leroy was een man met een tomeloze energie die voor uitbreiding van het domein heeft gezorgd, bijvoorbeeld door de aankoop van delen van Le Montrachet en Romanée-Saint-Vivant te initiëren.
Edmond Gaudin de Villaine overlijdt in 1950. Henri de Villaine wordt na het overlijden van zijn vader co-gérant naast Henri Leroy. In 1959 maakt het domein voor het eerst winst. In 1974 worden de kinderen van Henri de Villaine en Henri Leroy benoemd tot co-gérant: Aubert de Villaine en Marcelle Bize-Leroy, die Lalou wordt genoemd. Beide vaders blijven op de achtergrond sterk betrokken, maar geven hun kinderen de ruimte een eigen weg in te slaan. De jaren 70 zijn echter moeilijk doordat er diverse slechte jaren in dit decennium vallen en de wijnbouw de negatieve effecten merkt van te intensieve bebouwing. Bovendien heeft het domein een vermoeide André Noblet, de verantwoordelijke voor de vinificatie. Vanaf midden jaren 80 hervindt het domein zich en maakt rigoureuze keuzes, zoals het aanschaffen van een table de trie en het overstappen op biologische wijnbouw. In 1985 wordt de getalenteerde Bernard Noblet "chef de cave", die in 2010 zijn zilveren jubileum viert. Vanaf 2008 worden de wijnen volgens de "biodynamische" methode geproduceerd. Eind 1991 ontstaat een conflict tussen Aubert de Villaine en Lalou Bize-Leroy en in januari 1992 moet Lalou vertrekken als co-gérant. Haar plaats wordt ingenomen door haar neef, Charles Roch, oudste zoon van Pauline Roch-Leroy, oudere zuster van Lalou Bize-Leroy. Na een fataal auto-ongeluk, slechts twee maanden na zijn benoeming, wordt zijn jongere broer Henry-Frédéric Roch aangesteld als nieuwe medebeheerder.

## Wijngaarden
Onderstaande tabel geeft de wijngaarden weer die worden gedeclareerd door het Domaine de la Romanée-Conti, inclusief enkele kerngegevens:
| Wijngaard            | Druif      | Oppervlak | Leeftijd wijnstokken (jaren) | Gemiddelde productie |
| -------------------- | ---------- | --------- | ---------------------------- | -------------------- |
| La Romanée-Conti     | Pinot noir | 1,8 ha    | 52                           | 450 kistjes          |
| La Tâche             | Pinot noir | 6,06 ha   | 46                           | 1.870 kistjes        |
| Le Richebourg        | Pinot noir | 3,51 ha   | 39                           | 1.000 kistjes        |
| Romanée Saint Vivant | Pinot noir | 5,28 ha   | 33                           | 1.500 kistjes        |
| Grand Echézeaux      | Pinot noir | 3,52 ha   | 51                           | 1.150 kistjes        |
| Echézeaux            | Pinot noir | 4,67 ha   | 31                           | 1.340 kistjes        |
| Le Montrachet        | Chardonnay | 0,67 ha   | 61                           | 250 kistjes          |

Het is mogelijk om bij voorinschrijving en tegen betaling van ongeveer 10.000 euro een kistje van twaalf flessen te kopen. Van die twaalf flessen is er één fles die de naam van de wijngaard La Romanée-Conti draagt. De andere elf flessen bevatten wijn van hetzelfde Domaine Romanée-Conti maar zijn niet afkomstig uit de gelijknamige wijngaard maar uit bovengenoemde wijngaarden (behalve Le Montrachet).
Van Romanée-Conti worden jaarlijks maximaal 450 kistjes geproduceerd. Op wijnveilingen worden fabelachtige prijzen geboden voor één fles Romanée-Conti. Zo werden in oktober 2006 twee flessen Romanée-Conti van het jaar 1986, afkomstig uit de collectie van president Jacques Chirac, verkocht voor 5000 euro per fles.
Bij een veiling in Hongkong in 2013 is HK$474.000 (€350.000) betaald voor 12 flessen wijn. Dit komt overeen met HK$39.500 per fles of HK$6600 per glas.
De twaalf flessen Romanee-Conti uit 1978 zijn gekocht door een man uit China.